# Marcin Grzymkowski
Marcin Grzymkowski (ur. 5 czerwca 1984 w Zielonej Górze) – polski przedsiębiorca, założyciel i współwłaściciel marki eobuwie.pl S.A., lidera sprzedaży butów i akcesoriów online w Europie Środkowo-Wschodniej. Twórca platformy e-commerce Sportano.pl.  

## Kariera biznesowa
W 2006 Marcin Grzymkowski przejął rodzinny sklep obuwniczy w Zielonej Górze i założył eobuwie.pl, oferujące sprzedaż online obuwia, akcesoriów i torebek. , Grzymkowski przekształcił tradycyjną firmę rodzinną w nowoczesną spółkę epoki digitalizacji. W 2021 przestał być prezesem spółki, pozostał jednak członkiem rady nadzorczej. 
W marcu 2019 uruchomił Modivo S.A., multibrandową platformę e-commerce z modą premium. Dwa lata później zainwestował w multibrandową platformę e-commerce Sportano.pl, oferującą sprzęt, odzież i akcesoria sportowe, która wystartowała pod koniec grudnia 2021. 
W 2021 zainwestował w Ergonode, start-up rozwijający oprogramowanie PIM (Product Information Management) ułatwiające zarządzanie informacjami produktowymi. 
Zaangażowany w lokalne inicjatywy społeczne i akcje charytatywne.
W 2022 wartość jego majątku szacowano na 1,13 mld zł.

## Wykształcenie
Absolwent Uniwersytetu Walijskiego w Cardiff. 

## Nagrody i wyróżnienia
- Przedsiębiorca roku 2016 wg EY[8]
- Laureat nagrody Nowe Technologie/Innowacyjność 2016 wg EY[8]
- Przedsiębiorca roku 2019 wg magazynu „Forbes”[9]
- Laureat BrandMe CEO 2021 plebiscytu magazynu „Forbes”[10]
- Osobowość Roku 2021 plebiscytu Luksusowa Marka Roku[11]